# Al despertar de nuestra muerte
Al despertar de nuestra muerte (noruego: Når vi døde vaagner) es la última obra escrita por el dramaturgo noruego Henrik Ibsen. Publicada en diciembre de 1899, Ibsen la escribió entre febrero y noviembre de aquel año. Fue estrenada en el Teatro de Haymarket en Londres, uno o dos días antes de su publicación.

## Trama

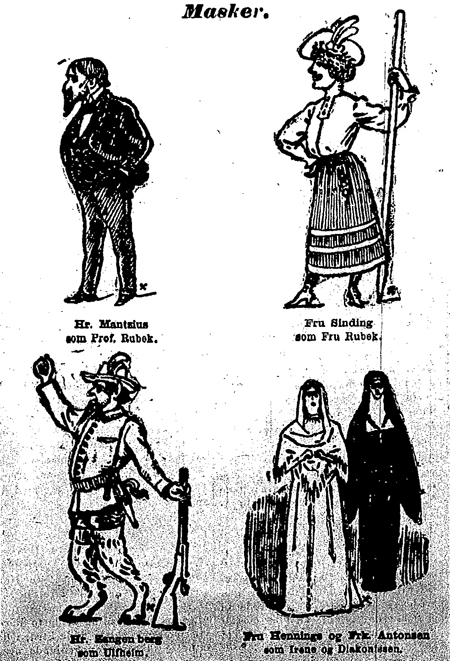
Ilustración de personajes de la obra

El primer acto tiene lugar en el exterior de un balneario con vistas a un fiordo. El escultor Arnold Rubek y su mujer Maia acaban de disfrutar el desayuno y están leyendo diarios y bebiendo champán. Ambos se maravillan de la tranquilidad del balneario. La conversación es superficial, pero Arnold y Maia dejan entrever infelicidad general en su vida. Arnold había prometido llevarla a la cima de una montaña para ver el mundo entero tal como es, pero nunca lo habían hecho. El director de hotel pasa de largo con algunos huéspedes y pregunta a los Rubek si necesitan alguna cosa. Durante su encuentro, una mujer misteriosa vestida de blanco pasa de largo, seguida de cerca por una monja vestida con hábito negro. Arnold se siente atraído por ella por alguna razón. El gerente no sabe mucho sobre ella, e intenta excusarse antes de que Squire Ulfheim pueda verlo. Pero no consigue hacerlo y Ulfheim lo acorrala y le pide el desayuno para sus perros de caza. Al ver a los Rubek, se presenta y se burla de sus planes de tomar un crucero, insistiendo en que el agua está muy contaminada por otras personas. Squire Ulfheim se ha detenido en el balneario en su camino para cazar osos en la montaña, e insiste a la pareja que debe unirse a él, ya que las montañas no están contaminadas por la gente.
Maia acepta la oferta de Ulfheim para ver a sus perros desayunar, dejando a Arnold solo con la misteriosa mujer. Arnold rápidamente se da cuenta de que ella es Irena, su exmodelo. Irena se refiere constantemente a sí misma como "muerta". Durante su conversación, ella explica que posar para Arnold era similar a una especie de "auto asesinato", donde capturó su alma y la puso en su obra maestra, una escultura llamada 'Resurrección'. Él confiesa que nunca ha sido el mismo desde que trabajó con Irena. Aunque 'Resurrección' le trajo una gran fama y muchos otros trabajos, siente una muerte interior similar a la de Irena.
Irena alude misteriosamente haber matado a todos sus amantes desde que posó para Arnold. Afirma que siempre porta un cuchillo, y también admite haber asesinado a todos los niños que ha tenido, a veces mientras todavía estaban en el útero. Cuando Irena le pregunta a dónde irá Arnold después de su estadía en el balneario, ella descarta la idea del crucero y le pide que la encuentre en las altas montañas. Maia regresa con Ulfheim y le pregunta a Arnold si pueden abandonar el crucero y unirse a Ulfheim en su búsqueda de montaña. Arnold le dice que ella es libre de hacerlo y dice que él también está pensando en ir por ese mismo camino.
El segundo acto tiene lugar fuera del centro de salud en las montañas. Maia encuentra a Arnold junto a un arroyo. Ella ha pasado la mañana con Ulfheim. La pareja regresa a a la discusión sobre la infelicidad de Arnold, y él confiesa que se ha cansado de Maia. Quiere vivir con Irena porque ella tenía la llave de la cerradura que contiene su inspiración artística. La relación nunca fue sexual, porque Arnold sintió que habría arruinado la creación de 'Resurrección'. Maia se siente herida pero insiste en que Arnold debe hacer lo que le plazca. Incluso sugiere que quizás los tres podrían vivir juntos si no puede encontrar un nuevo lugar para vivir.
Irena entra y Maia insta a Arnold a hablar con ella. La pareja arroja pétalos de flores al arroyo y recuerda sentimentalmente su colaboración de hace mucho tiempo. En un momento, Arnold se refiere a su "episodio", e Irena saca su cuchillo, preparándose para apuñalarlo por la espalda. Cuando él se da vuelta, ella esconde el cuchillo. Arnold le pide a Irena que venga a vivir con él y que trabaje con él nuevamente, y le explica que puede desbloquear su visión artística una vez más. Ella insiste en que no hay forma de resucitar una sociedad como la de ellos, pero ambos aceptan fingir que pueden. Maia regresa con Ulfheim, en camino a una cacería. Ella es feliz y explica que siente que finalmente está despierta. Se canta una pequeña canción para sí misma: "Soy libre ... ¡Ya no estoy en prisión, ni lo estaré! ¡Soy tan libre como un pájaro, soy libre!"
El acto final tiene lugar en la ladera rocosa de la montaña, con senderos estrechos y una cabaña de caza abandonada. Maia discute con Ulfheim sobre sus avances sexuales. Maia exige que la lleven al balneario de nuevo. Ulfheim señala que el camino es demasiado arriesgado para ella sola y que seguramente morirá. Arnold e Irena suben por el sendero desde el balneario. Ulfheim se sorprende de que lo hayan logrado por su cuenta, ya que el camino es muy difícil. Les advierte que se acerca una tormenta. Como solo puede guiar a una persona a la vez, acepta llevar a Maia por el camino e insta a Irena y Arnold a refugiarse en la cabaña hasta que puedan regresar con ayuda.
A Irena le horroriza ser rescatada. Está convencida de que la monja la internará en un asilo y saca el cuchillo otra vez para suicidarse. Arnold insiste en que no debe hacerlo. Irena le confiesa que casi lo mata antes, pero se detuvo porque se dio cuenta de que ya estaba muerto. Ella explica que el amor que pertenece a su vida terrenal está muerto para ambos. Sin embargo, Arnold señala que ambos siguen siendo libres, e insiste en que "nosotros dos muertos vivimos la vida por una vez al máximo". Irena está de acuerdo, pero insta a que lo hagan por encima de las nubes de la tormenta. Acuerdan escalar la montaña para poder casarse a la luz del sol. A medida que ascienden felizmente fuera de la vista, la canción de Maia se escucha en la distancia. De repente, una avalancha ruge por la montaña. Se puede ver a Arnold e Irene llevados a la muerte. La monja ha seguido a Irena por la montaña y es testigo del horror con un grito. Después de un momento de silencio, dice "Pax vobiscum!" (La paz sea contigo), ya que la canción de Maia aún permanece en el aire.